# Viettesia multistrigata
Viettesia multistrigata är en fjärilsart som beskrevs av De Toulgoët 1959. Viettesia multistrigata ingår i släktet Viettesia och familjen björnspinnare. Inga underarter finns listade i Catalogue of Life.